# 马戏 (修拉)
《马戏》（法語：Le Cirque）是法国画家乔治·修拉的一幅油画。这是他的最后一部作品，绘于1890-1891年，1891年3月去世时尚未完成, 采用新印象主义点彩画派风格。这幅画现藏于巴黎奥赛博物馆。画幅为185乘152（73乘60英寸）。
这幅画是修拉第三幅以马戏为主题的重要作品，此前已有《马戏团的巡演》（Parade de cirque，1888）和《骚动舞》（Le Chahut，1889–90）。

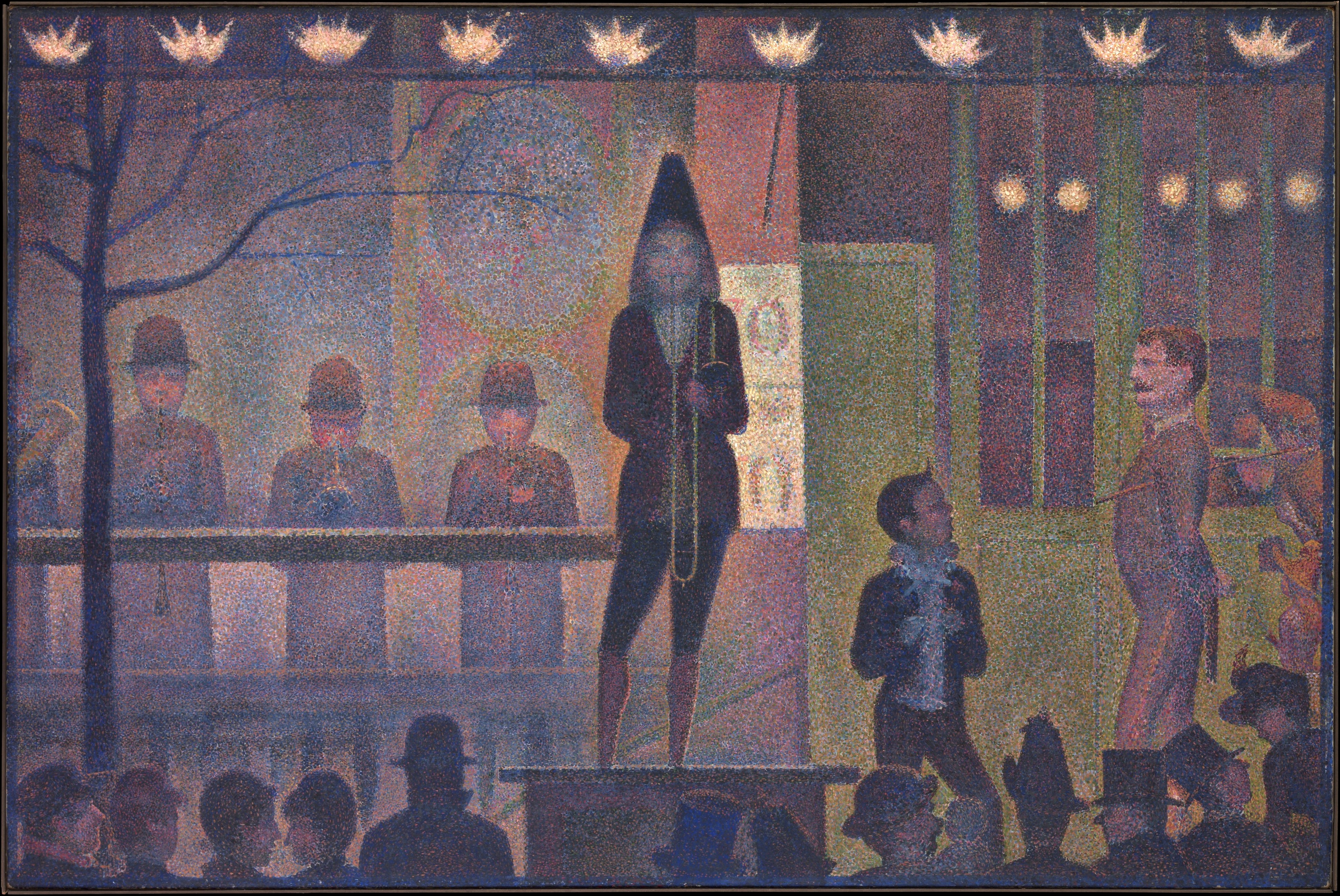
《马戏团的巡演》，1887–88
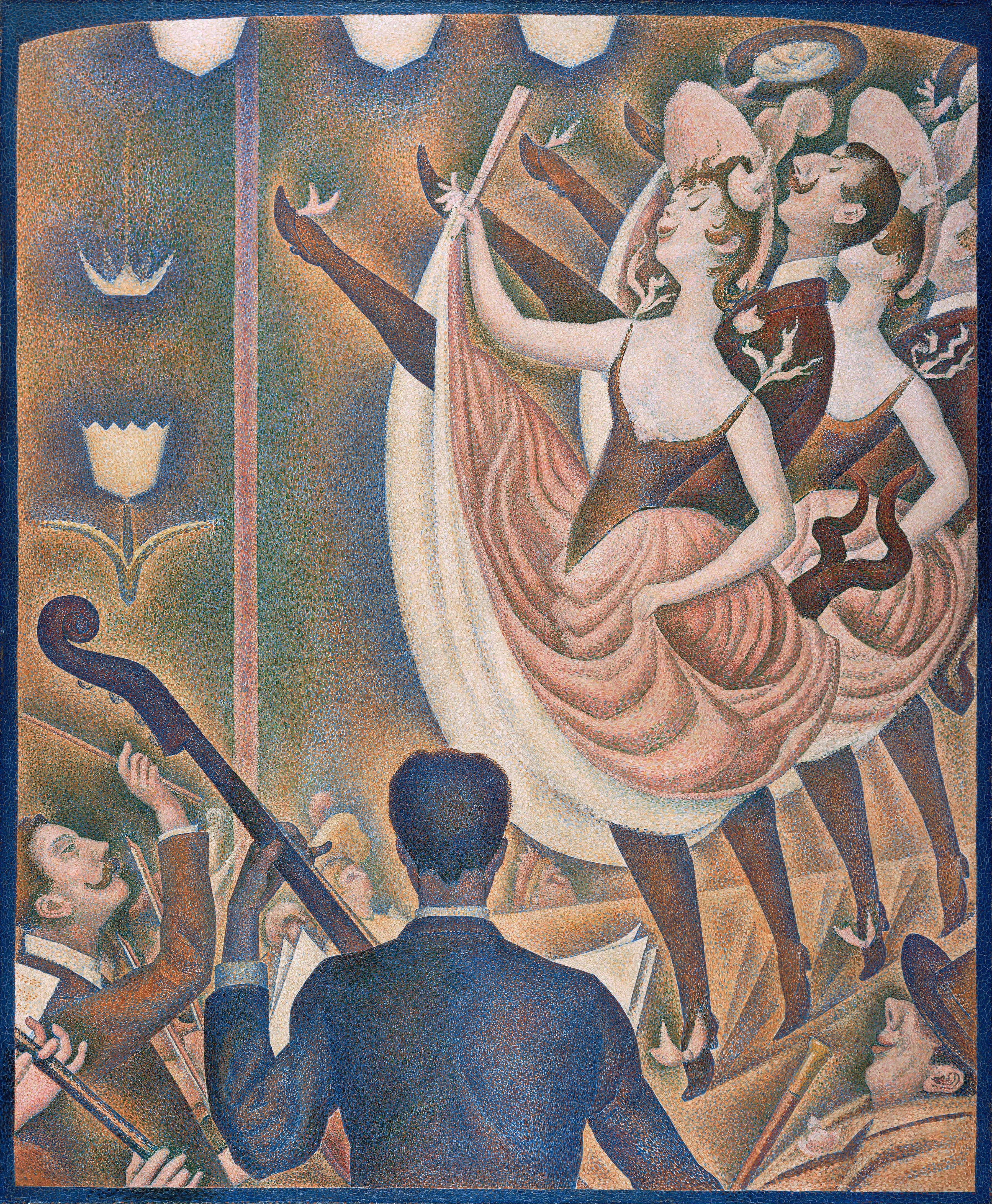
《骚动舞》, 1889–90